# Schistolobos boliviensis
Schistolobos boliviensis – gatunek ważki z rodziny łątkowatych (Coenagrionidae); jedyny przedstawiciel rodzaju Schistolobos. Występuje w Peru i Boliwii.